# Хліпічень
Хліпічень, Хліпічені (рум. Hlipiceni) — село у повіті Ботошані в Румунії. Входить до складу комуни Хліпічень.
Село розташоване на відстані 360 км на північ від Бухареста, 41 км на південний схід від Ботошань, 57 км на північний захід від Ясс.

## Населення
За даними перепису населення 2002 року у селі проживали 1860 осіб.
Національний склад населення села:
| Національність | Кількість осіб | Відсоток |
| -------------- | -------------- | -------- |
| румуни         | 1835           | 98,7%    |
| цигани         | 24             | 1,3%     |

Рідною мовою назвали:
| Мова      | Кількість осіб | Відсоток |
| --------- | -------------- | -------- |
| румунська | 1849           | 99,4%    |
| циганська | 11             | 0,6%     |